# Aristote Crapet
Aristote Crapet, né le 31 juillet 1876 à Estrées-Déniécourt et mort le 15 mai 1959 à Courbevoie, est un professeur et historien français, spécialiste de l'histoire du Nord.

## Biographie
Élève à la Faculté des Lettres de Lille, il est le disciple d'Alexandre de Saint-Léger dont il publia en 1920 le cours sur La vie à Lille de 1667 à 1789.
Il est professeur d'histoire-géographie à l’École normale de Douai.
Blessé lors de la Première Guerre mondiale, il est titulaire de la Croix de Guerre et Chevalier de la Légion d'Honneur en 1921 à titre militaire.

## Publications
- L'Industrie dans la Flandre Wallonne, à la fin de l'Ancien Régime, Douai, A. Bassée, 1907
- Lille sous la domination des Ducs de Bourgogne, Lille, G. Dubar & Cie, 1909. Accessible en texte intégral sur LillOnum.
- Lefebvre d'Orval et la guerre de succession d'Espagne en Flandre, Lille, impr. de Lefebvre-Ducrocq, 1910
- Lille sous les dominations autrichienne et espagnole : Tome 1, Lille, G. Dubar & Cie, 1910. Accessible en texte intégral sur LillOnum.
- Lille sous les dominations autrichienne et espagnole : Tome 2, Lille, G. Dubar & Cie, 1911. Accessible en texte intégral sur LillOnum.

## Distinctions
- Chevalier de la Légion d'honneur
- Croix de guerre 1914–1918